# アバボルギ
アバボルギ（名前の由来はアラビア語の「アブー・バクル」、生没年不詳）は、ドルベン・オイラト（オイラト部族連合）の首長のトゴン・タイシの息子で、エセン・ハーンの弟。「大同王」と称しており、明朝の史書では大同王阿巴把乞児、モンゴル年代記の一つ『アルタン・トプチ』ではアバボルギ・ダイトン（Ababorgi Daitong）と記されている。また、『明実録』に記される「阿孛伯」と「伯都王」はそれぞれ「阿巴把乞児」と「大同王」の別表記である。

## 概要
アバボルギが最初に登場するのは土木の変の直後、正統14年（1449年）9月のことで、この時明朝の通事の李譲は密かにエセンと講和するため、自らの娘を大同王アバボルギの息子に娶せようとしていた。しかし李譲の密通は上官の大同総兵官都督同知郭登に知られてしまったため、兵部の指示によって郭登が密かに李譲を殺し、この取引が以後どうなったのかは不明である。
同月の朝貢ではエセン・タイシ、第二知院バヤン・テムル、平章アラク・テムルらと名前を並べており、エセンの配下の中でも側近中の側近であることが確認される。オイラト軍の捕虜となった英宗のため、エセンが宴を開くと大同王・賽罕王兄弟もこれに参加した。大同王らは明の英宗に酒を捧げ、天の計らいによって明朝皇帝と会えたのは幸いであると語ったという。
土木の変の翌年（1450年）、明朝で英宗に代わって景泰帝が即位すると、改めてオイラト軍は明朝領に攻め入った。この時、大同王アバボルギはエセン及び賽罕王率いる本隊とは別に、1700の人馬を率いて偏頭関を攻撃した。しかし明朝側の于謙らの活躍によってオイラト軍は明朝との折衝に苦慮し、同年中に英宗を返還することとなった。また、景泰3年（1452年）の記録ではエセン、バヤン・テムルらオイラト諸侯に続いて、第五位に名前が列せられている。
この後、アバボルギの兄のエセンはタイスン・ハーンを弑逆して自らハーンの地位に即いたが、モンゴル・オイラト諸侯の叛乱を招き、最終的に腹心の部下のアラク・テムルによって殺されてしまった。更にエセンの死後間もなくアラク・テムルも殺されてしまったため、オイラトの諸勢力の分裂は決定的となってしまった。このような状況の最中、アバボルギは兄の仇のアラク・テムルの息子のエンケと同盟を組むことでアラク・テムルを殺したハラチン部のボライ・タイシに対抗しようとした。
天順3年（1459年）以降、アバボルギはハミル王家に嫁いでいた自らの姉を頼り、ハミル王国に滞在した。ハミル王国に寓居するアバボルギ及びその甥のケシクは明朝の保護を頼り、天順5年（1461年）に都督僉事の職を与えられた。これ以後のアバボルギの動向は不明である。

## 家族
アバボルギの家族関係について明記している史料はないが、「エセンの弟（也先弟）」と記されていることから、順寧王トゴンの息子の一人であることが分かる。
アバボルギの他にももう一人エセンの弟がおり、明朝ではこれを「賽罕王」と称しているが、実名は明らかではない。賽罕王はアバボルギと並んで史料に現れることが多く、アバボルギと同格の地位にあったと見られる。

## オイラト・チョロース首領の家系
- ゴーハイ太尉（Γooqai dayu）
  - バトラ丞相/順寧王マフムード（Batula čingsang／順寧王馬哈木、Maḥmūd）
    - トゴン太師（Toγon Tayisi／太師順寧王脱歓、Toγon）
      - エセン太師/エセン・ハーン（Esen Qaγan／太師淮王中書右丞相也先、Esen）
        - 楚王ホルフダスン（楚王火児忽答孫）
        - オシュ・テムル太師（Öštömöi dar-xan noon／瓦剌太師阿失帖木児、Öštemür）
          - ケシク・オロク（Kešiq öröq／瓦剌虜酋克失、Kešiq）

        - ウマサンジャ王（Umasanǰa ong／兀麻拾王）
          - イブラヒム太師

      - 大同王アバボルギ（Ababorgi Daitong／大同王阿巴把児乞）
      - 賽罕王